# Enculturație
Endoculturalizarea sau inculturalizarea, este o experiență de învățare, parțial conștienta și parțial inconștienta, prin intermediul căreia generația mai în vârstă invită, induce și obligă generația mai tânăra să adopte moduri de gândire și de comportament, tradiționale. Fiecare generație este programată, nu numai să reproducă comportamentul generației anterioare, ci, de asemenea, pentru a premia comportamentul care este în conformitate cu liniile directoare ale propriei sale experiențe de endoculturalizare și de a pedepsi, sau cel puțin de a nu premiaqa, comportamentul care se abate de la acestea.
Echilibrul la care ajunge o persoană la nivel social. Endoculturalizarea individului în primii ani de viață, este mecanismul dominant al formarii stabilității sale culturale, în timp ce același proces care operează in persoanele mai in varsta, este important pentru domeniul de producție. Unii autori scot in evidenta rolul generației în procesul de endoculturación, și subliniază că alți copii și tineri, un pic mai în vârstă decât copilul în cauză, să exercite o puternică influență culturală. Acest lucru ar explica existența unor salturi generaționale, și ar explica faptul că tinerii ajung la a avea și a folosi un limbaj mai apropiat altor tineri decât al propriilor părinți. S-a observat că diferențele generaționale în achiziționarea limbajului este ceea ce se ascunde în spatele conversiei lingvistice graduale, mai degrabă decât de evoluția în ce priveste utilizarea limbii pe parcursul vieții acelui individ.
În procesul de captare culturala, receptorul de cultură (subiectul) primește aceste orientări și decodează. Prin urmare, cultura primita poate fi modificata. Modificarea acestor modele pot fi asociate cu abisalism generațional plus factori socioeconomici plus politici conjuncturale..

## De vazut, de asemenea,
- Aculturație
- Comunicare interculturală
- Sincretism

## Legături externe
- „Enculturație” la DEX online